# Peter Kay
Peter Kay (Bolton, 2 juli 1973) is een Britse komiek en acteur.

## Carrière
Kay is sinds 1999 in verscheidene Britse tv-series en speelfilms te zien. 
Voor de benefietactie Comic Relief nam hij samen met Tony Christie aan het begin van 2005 diens hit (Is This the Way to) Amarillo opnieuw op. In maart 2005 bereikte deze single de 1e plaats in de Britse singlehitlijst. Dit kunststukje lukte hem in 2007 nogmaals, toen hij samen met de acteur Matt Lucas de song I'm gonna be (500 miles) van The Proclaimers uitvoerde. In hun serierollen als Brian Potter (Peter Kay in Phoenix Nights) en Andy Pipkin (Matt Lucas in Little Britain) namen ze samen met de beide Schotten de song opnieuw op en veroverden daarmee eveneens de toppositie in de Britse hitlijst. Weliswaar was de single nu inofficieel ten gunste van Comic Relief, maar ze was echter succesvoller als de officiële song van de Sugababes en Girls Aloud.
In 2008 produceerde hij een twee uur durende sitcom-parodie op de diverse casting-shows op televisie met de titel Peter Kay's Britain's Got the Pop Factor… and Possible a New Celebrity Jesus Christ Soapstar Superstar Strictly on Ice. Hijzelf speelde daarin de rol van de kandidate Geraldine McQueen. Haar Winner's Song, geschreven door Kay en Gary Barlow, werd een nummer 2-hit in de Britse hitparade. In de kerstweek volgde met Once Upon a Christmas Song een verdere Top 5-hit.
Een verdere benefietsingle volgde in het daaropvolgende jaar. In november 2009 verscheen The Official BBC Children in Need Medley ten gunste van de kinderhulp-organisatie Children in Need. Onder de naam Peter Kays Animated All Star Band werden de synchroonstemmen van meer dan 100 poppen- en comicfiguren gemengd tot een medley van bekende popsongs van The Beatles tot de Pussycat Dolls. Die figuren zijn ook te zien in de bijbehorende video en op de singlecover, dat precies zo werd vormgegeven als dat van Sgt. Pepper's Lonely Hearts Club Band. Twee jaar werd aan het ingewikkelde project besteed en acht maanden duurde de voltooiing.

## Onderscheidingen
In 2002 won hij als auteur van het jaar de British Comedy Award en werd voor zijn rol in de serie Phoenix Nights genomineerd als beste acteur. In het daaropvolgende jaar kreeg hij voor deze serie twee nominaties voor de BAFTA-Award.

## Discografie

### Singles
- 2005: (Is This the Way to) Amarillo (Tony Christie feat. Peter Kay)
- 2007: (I'm Gonna Be) 500 Miles (The Proclaimers feat. Brian Potter & Andy Pipkin)
- 2008: The Winners Song (als Geraldine)
- 2008: Once upon a Christmas Song (als Geraldine)
- 2009: The Official BBC Children in Need Medley (als Peter Kay's Animated All Star Band)
- 2011: I Know Him So Well (met Susan Boyle)

### Albums
- 2005: The Best Of - So Far

- Gemeinsame Normdatei: 132419114
- International Standard Name Identifier: 0000 0000 9247 1766
- Library of Congress Control Number: nb2003106120
- MusicBrainz: d0ad034b-8e64-492c-b092-9df0b14c5de9
- Nationale Bibliotheek van Israël: 987007416692005171
- Virtual International Authority File: 47922577
- WorldCat: E39PBJgmRtJywTKmtFwy6WCYT3